# Гладких, Вячеслав Владимирович
Вячеслав Владимирович Гладких (24 августа 1975, Каратау, Таласский район, Джамбулская область, Казахская ССР, СССР — 18 августа 2020, близ Дайр-эз-Заура, мухафаза Дайр-эз-Заур, Сирия) — российский военный деятель, генерал-майор (2016). Начальник штаба — первый заместитель командующего 36-й общевойсковой армией (2019). Погиб при исполнении миссии военного советника во время военной операции России в Сирии.

## Биография

### Военная карьера
Вячеслав Владимирович Гладких родился 24 августа 1975 года в городе Каратау Казахской ССР.
В 1996 году окончил Челябинское высшее командное танковое училище с красным дипломом.
В 2004—2012 годах проходил военную службу в 467-м гвардейском окружном учебном центре на должностях начальника штаба 523-го гвардейского учебного мотострелкового полка и командира 522-го гвардейского учебного танкового полка в составе 53-й гвардейской стрелковой дивизии в Коврове (Владимирская область). Затем занимал должности начальника Чебаркульского военного гарнизона, начальника штаба, затем и командира 7-й отдельной гвардейской танковой казачьей бригады в Чебаркуле (Челябинская область), а позже — 21-й отдельной гвардейской мотострелковой бригады в Тоцком (Оренбургская область).
Неоднократно принимал участие в учениях, участвовал в танковом биатлоне, отмечался командованием с лучшей стороны, показывал отличные результаты в физической подготовке. Являлся членом Общественно-политического совета при главе Тоцкого района, занимался приведением в порядок мемориалов на территории гарнизона, сотрудничал с советом шефов бригады и родительским комитетом, и, по отзыву председателя последнего, «очень чутко относился к солдатам и к их матерям».
В 2016 году в 21-й бригаде, которой командовал полковник Гладких, произошёл инцидент — самоубийство рядового срочной службы. Мать погибшего заявила, что он был доведён до самоубийства в результате дедовщины, и обвиняла полковника Гладких в том, что он игнорировал факты неуставных отношений в подчинённой ему части. По решению суда семья получила в качестве денежной компенсации морального вреда более 2 миллионов рублей.
12 декабря 2016 года Гладких было присвоено воинское звание генерал-майора. С отличием окончил военную академию в Москве. Последним его местом службы был пост начальника штаба — первого заместителя командующего 36-й общевойсковой армией в Улан-Удэ (Бурятия). В этом качестве в октябре 2019 года принял участие в окружном этапе ежегодных всеармейских соревнований на кубок министерства обороны в Хабаровске. Вскоре после назначения был направлен в командировку в Сирию, где принял участие в российской военной операции в качестве старшего военного советника при Сирийских вооружённых силах. Участвовал в разработке плана операции по освобождению Пальмиры.

### Гибель
18 августа 2020 года российская автоколонна возвращалась с гуманитарной миссии близ Дайр-эз-Заура. В 15 километрах от города по ходу движения автомобилей на обочине дороги, по официальной версии, сдетонировало самодельное взрывное устройство, предположительно — мина. В результате взрыва погиб сирийский командующий силами обороны города Меядин, пострадали трое российских военнослужащих, в том числе и неназванный генерал-майор. Получив тяжёлые ранения, он скончался в ходе эвакуации и оказания медицинской помощи на месте случившегося. Некоторое время имя погибшего офицера не называлось, но затем выяснилось, что погибшим генерал-майором был именно Гладких. Впоследствии в военном госпитале им. Бурденко в Москве скончался раненый 18 августа российский сержант.
Спустя некоторое время в СМИ было опубликовано видео, на котором оказался запечатлён момент гибели Гладких. Из него следует, что Гладких с сопровождающими вышли из машины для осмотра дороги, пошли пешком к недавно подбитому тягачу, и посреди пути генерал-майор подорвался на мине. Взрывное устройство, как отмечалось в газете «Красная звезда», было заложено террористами. В прессе ответственность за нападение на конвой возлагалась на различные группировки боевиков — от «Исламского государства» до «Сирийской национальной армии», а также указывалось на возможность скорого возмездия. Через несколько дней Военно-космические силы России нанесли ряд ударов по позициям боевиков, которые считаются причастными к гибели Гладких (бомбардировки продолжились и впоследствии).
Председатель Следственного комитета Российской Федерации Александр Бастрыкин выразил свои соболезнования близким Гладких, сообщив о возбуждении уголовного дела по факту его гибели. Свои соболезнования также выразили представители Оренбургского войскового казачьего общества. Министерством обороны Российской Федерации Гладких был представлен к государственной награде посмертно, а его семье было обещано оказание необходимой помощи и поддержки. Гладких стал третьим генералом, погибшим в Сирии после Валерия Асапова, а также Владимира Еремеева, если учитывать небоевые потери.
Гладких был похоронен 24 августа на Федеральном военном мемориальном кладбище. По неофициальным данным, он был посмертно удостоен звания «Герой Российской Федерации».

## Память
В 2020 году шефами 90-й гвардейской танковой дивизии было предложено учредить приз для лучшего по итогам года командира уровня батальон-полк и присвоить ему имя Гладких. В 2021 году на площади штаба 467-го окружного учебного центра в Коврове была установлена мемориальная доска в честь Гладких.

## Награды
- Медаль ордена «За заслуги перед Отечеством» II степени, «В память 850-летия Москвы», «За отличие в воинской службе» I степени, «За воинскую доблесть» I, II степеней, «За отличие в военной службе» I, II, III степеней, «200 лет Министерству обороны», «За отличие в службе в Сухопутных войсках», «За возвращение Крыма», Маргелова, «За ратную доблесть», и другие.
- Благодарность губернатора Оренбургской области (18 февраля 2016 года) — «за образцовое выполнение служебных обязанностей и в честь Дня защитника Отечества»[75][76].

## Личная жизнь
Был женат, есть дети.